# Горіх (плід)
Горі́х (лат. nux, род. відм. nucis f) — в ботаніці це сухий нерозкривний плід з твердою оболонкою у рослин, з одною або (рідше) двома насінинами. Твердий здерев'янілий оплодень горіха не зростається з оболонкою насінини (наприклад, у бук тощо). У деяких горіхів основа плоду обгортається плоскою мисочкою (плюскою), утвореною зі зрослих видозмінених приквітків (дуб, ліщина). Прикладами горіхів є лісовий, жолудь, каштан. Однак в повсякденному житті слово «горіхи» спрямоване на всі тверді, з досить міцною шкаралупою, їстівні (фруктові) ядра плодів дерев родини Горіхові, та інші (волоський горіх, фісташки, кедровий горіх, мигдаль), які з точки зору ботаніки такими не є. Горіхи в харчуванні є важливим джерелом поживних речовин.

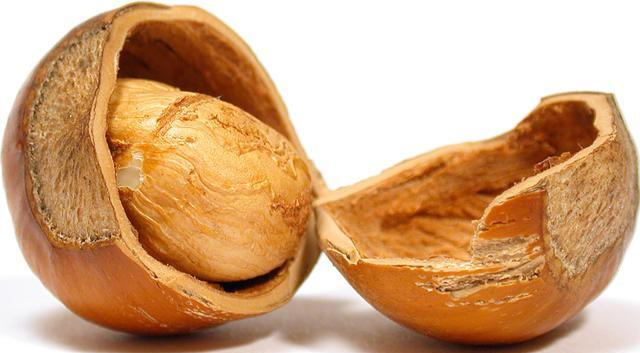
Розлущений ліщинний горіх

## Горішок
Горішок — # Дрібний нерозкривний плід з твердим здерев'янілим оплоднем, здебільшого містить одну насінину (наприклад, у гречки, конопель, щавлю тощо). Горішком називають і однонасінні частини («плодики»), на які розпадається так званий збірний плід (наприклад, у рослин родини Губоцвітих і Шорстколистих).
1. Кулясті більш або менш м'ясисті нарости на листках або стеблах рослин, що виникають через ураження їх вірусами, комахами (наприклад, так звані чорнильні горішки, або гали, на дубі).[2]

## Види горіхів

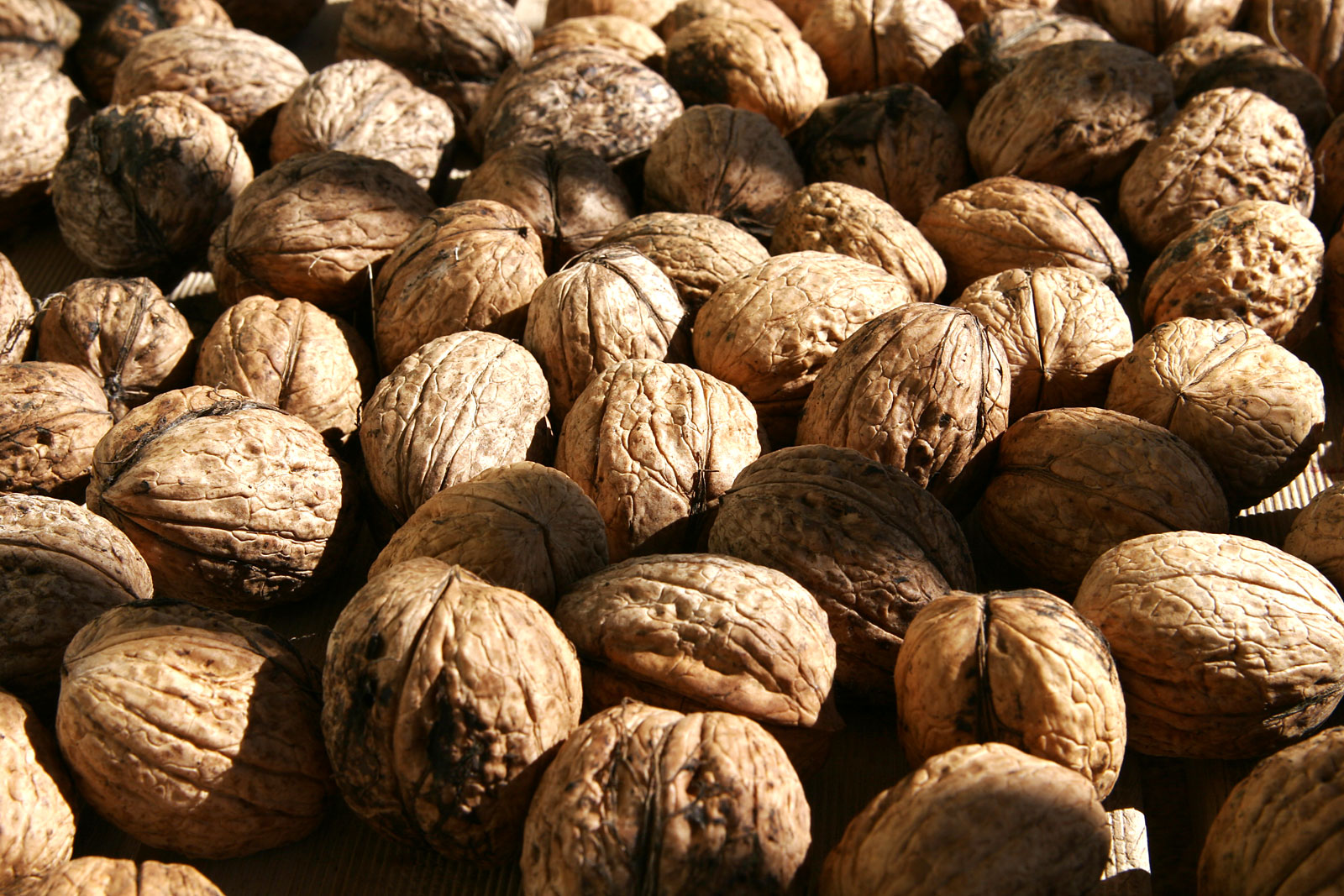
Волоські горіхи

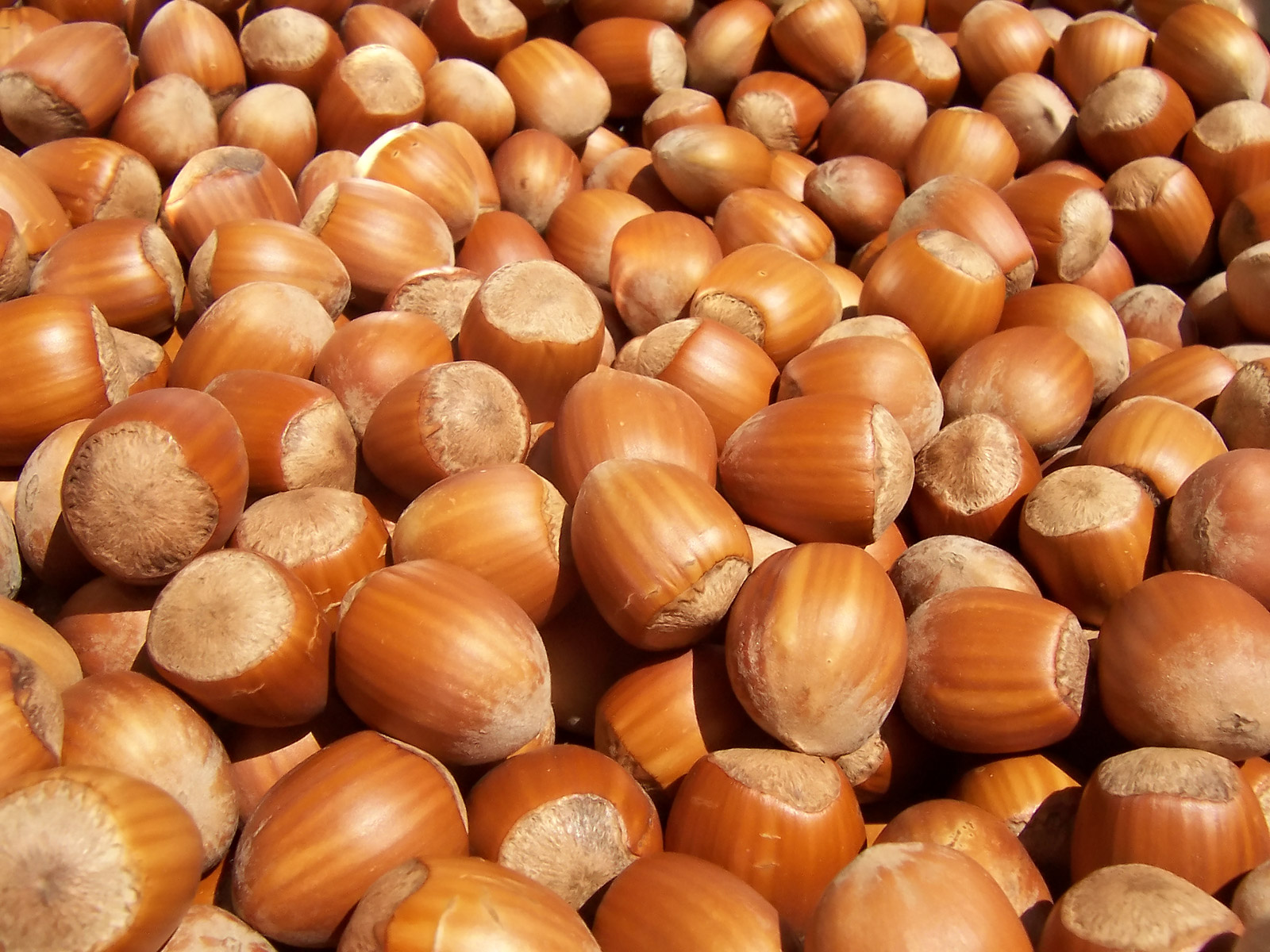
Лісові горіхи

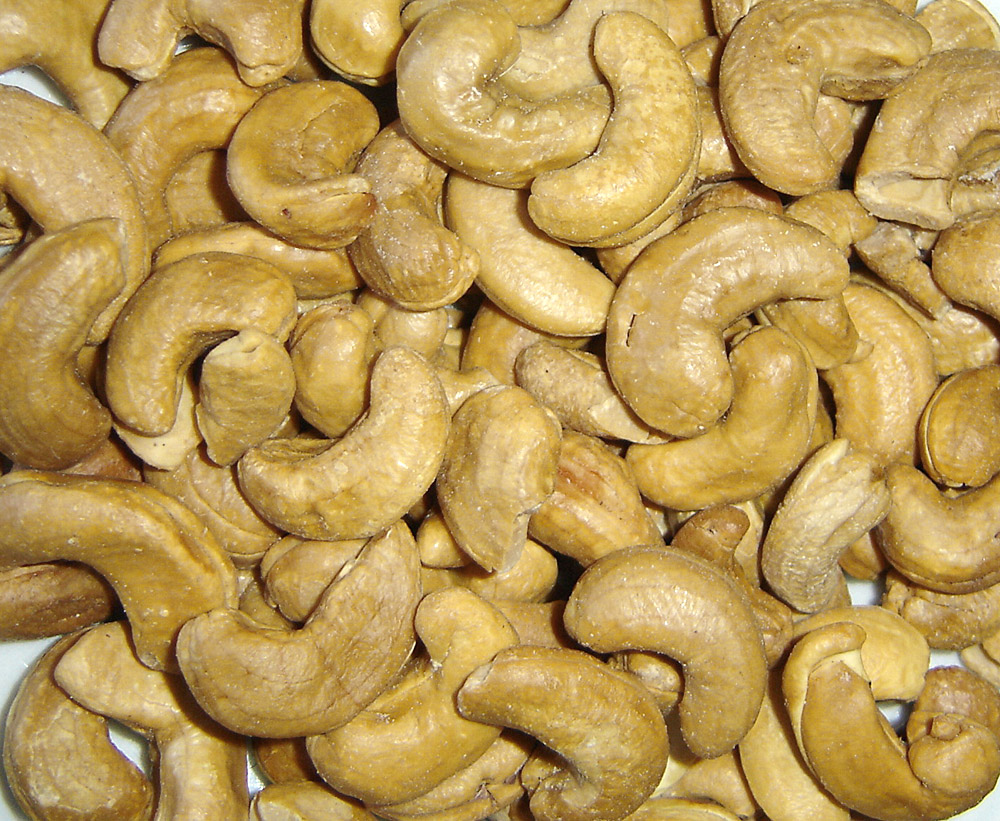
Кеш'ю (Anacardium occidentalea)

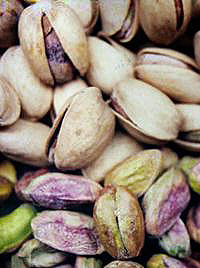
Фісташки

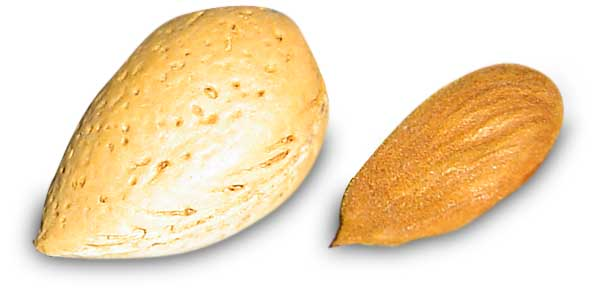
Мигдалевий горіх

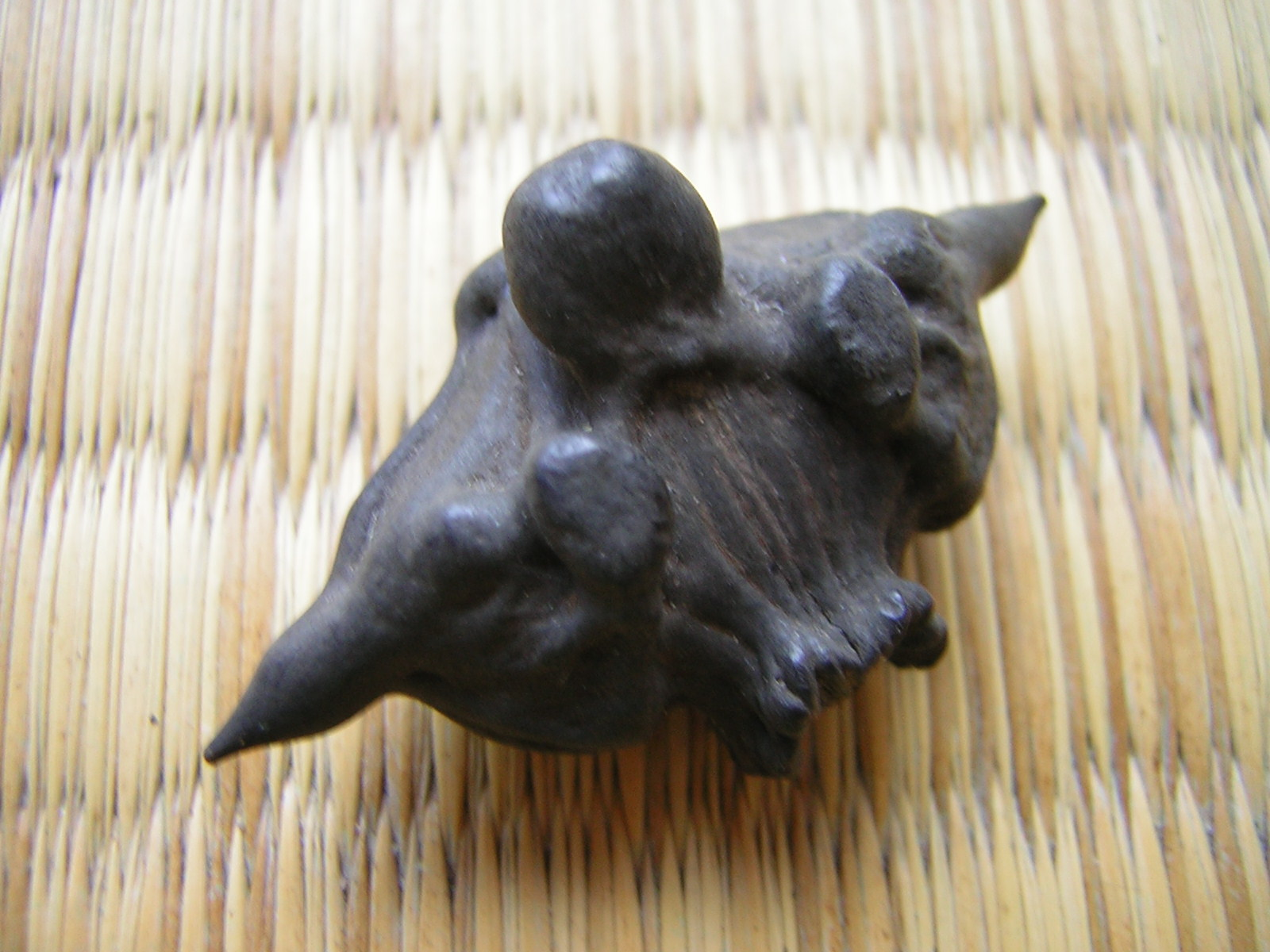
Водяний горіх

### Плоди рослин з порядкуБукоцвітих(Fagales)
Не всі горіхи, які належать до цього порядку, їстівні. До їстівних належать:
- родина Горіхових (Juglandaceae)
  - горіх волоський (Juglans regia)
  - горіх чорний (Juglans nigra)
  - горіх маньчжурський (Juglans mandshurica),
  - пекан (горіх-пекан, карія, гікорі) (Carya illinoinensis)
  - горіх гіркий (Hicoria minima)

- родина Березових (Betulaceae) — плоди є справжніми горіхами у значенні типу плоду
  - лісовий горіх (дерево — ліщина (Corylus avellana))
  - турецький, або ведмежий горіх (дерево — Ліщина деревовидна (Corylus colurna))
  - фундук, або ломбардський горіх (дерево — Ліщина велика (Corylus maxima))

- родина Букових (Fagaceae) — в українській кулінарній практиці плоди цієї родини, як правило, не вважаються горіхами:
  - каштан (Castanea sativa)
  - буковий горішок (Fagus)
  - жолудь (Quercus)

### Горіхи з інших порядків
Плоди, які традиційно називають горіхами, але в питомо науковому значенні ними не є.
- родина Розових (Rosaceae)
  - мигдалевий горіх (Amygdalus communis)

- родина Осокових (Cyperaceae)
  - мигдаль земляний, чуфа (Cyperus esculentus)

- родина Сумахових (Anacardiaceae)
  - кеш'ю (кажу, акажу, анакардіум західний; Anacardium occidentale)
  - фісташка (Pistacia)

- родина Дербенникових (Lythraceae)
  - чилім, горіх водяний (Trapa natans)

- родина Бобових (Leguminosae)
  - арахіс, або земляний горіх (Arachis)
  - шамбала (Trigonella foenum-graecum)

- родина Лецитисових (Lecythidaceae)
  - горіх бразильський (Bertholletia excelsa)
  - горіх райський (Lecythis)

- родина Протейних (Proteaceae)
  - макадамія (Macadamia)
  - гевуїна, чилійський лісовий горіх; (Gevuina) — (дерево — чилійська ліщина)

- родина Бурзерових (Burseraceae)
  - канаріум филіппінський (Canarium ovatum)

- родина Комбретових (Combretaceae)
  - тропічний мигдаль (Terminalia)

- родина Мальвових (Malvaceae)
  - малабарський каштан (Pachira aquatica)

- родина Молочайних (Euphorbiaceae)
  - монгонго (Ricinodendron rautanenii)

- родина Пальмових (Arecaceae, або Palmae)
  - кокосовий горіх — пальма кокосова (Cocos nucifera)
  - горіх сейшельський, мальдівський, королівський — сейшельська пальма (Lodoicea maldivica)

- родина Соснових (Pinaceae)
  - Кедровий горіх — сибірський кедр, сосна кедрова сибірська (Pinus sibirica)

## Виробництво
Провідними виробниками горіхів є Китай та США. Виробнництво за континентами:
- За обсягом виробництва лідером є Азія. Китай є основним виробником волоських горіхів, В'єтнам та Індія – основними виробниками кешью, Іран – основним виробником фісташок, а Туреччина – основним виробником фундука;
- Північна Америка лідирує з мигдалю та пекану;
- Південна Америка виробляє найбільше бразильських горіхів: Бразилія, Болівія та Перу;
- а найбільшим виробником горіхів макадамії в Африці є Південна Африка.

Завдяки швидкому прогресу Китаю спостерігається значне зростання виробництва волоських горіхів в країні: з 2000 по 2016 рік його виробництво зросло в шість разів.
На другому місці за темпами зростання знаходяться фісташки: за десятиліття 2007-2016 років. Виробництво цього фрукта збільшилося на 55%. А в період із 1980 по 2017 рр. світове виробництво збільшилося у 15 разів, і нині лідером у світі є Іран.
Хоча бразильські горіхи, які збирають з лісових дерев, все ще страждають від сильних сезонних коливань, основним явищем стало падіння виробництва бразильських горіхів в Амазонії через масову вирубку лісів регіону між 1970 і 2003 роками. Амазонські регіони Болівії та Перу були захищені шляхом регулювання збору врожаю горіхів, який перевищував виробництво сусідньої Бразилії.

## Поширення в Україні
У Правобережному Лісостепу України, в різних ґрунтово-кліматичних умовах культивують горіх волоський, горіх маньчжурський, горіх чорний і горіх сірий.
У 2018 році президент асоціації горіховодів України Володимир Пахно повідомляв, що у цьому році Україна зможе зайняти 3 місце у світі по валовому збору волоського горіха, і що було заплановано зібрати рекордний урожай — більш як 120 тис. тонн цього горіха. Близько 70 % волоського горіха експортується.

## В кулінарії
Плоди горіхів — мигдалю, волоського горіха, фундука, пекана, фісташки та інших — є ніби концентратом всіх необхідних елементів їжі. Ядро їх містить до 70 % і більше жирної висококалорійної олії, до 20 % білків, вуглеводи (цукор, крохмаль) і ціла низка вітамінів А, В, С, Р тощо. Наявність вітамінів надає особливої цінності горіхам, забезпечуючи їхні лікувальні властивості в боротьбі з внутрішньовиразковими, серцевими хворобами, підвищеним тиском крові, захворюваннями стінок кровоносних судин тощо.
Щоденно слід вживати не більше 30 г горіхів.
Відомо, що 1 кг волоських горіхів дає більш як 8 500 калорій і за калорійністю ядра волоських горіхів удвічі перевищують пшеничний хліб вищого ґатунку.
Бразильські горіхи — найкраще джерело селену (антиоксиданту, який гальмує процеси старіння). Потрібно споживати всього один-два бразильських горіхи на день, щоб задовольнити добову потребу в селені.

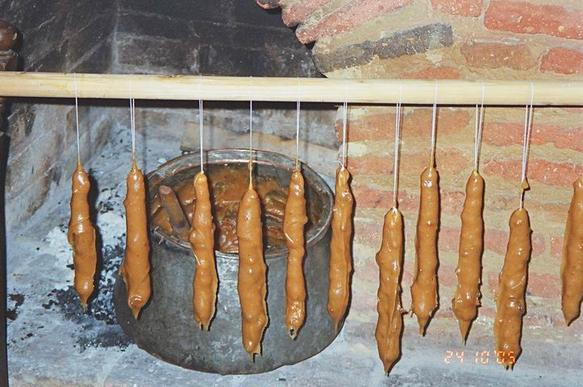
Чурчхела — кавказький смаколик з нанизаних на нитку горіхів у згущеному сиропі з фруктового (переважно виноградного) соку. Див. також: Гозинаки

Декілька епідеміологічних досліджень показали, що люди, які регулярно вживають горіхи, менш схильні до коронарної серцевої недостатності. Вперше до горіхів звернулися як до захисту проти цієї хвороби у 1993 році. Згодом багато клінічних досліджень виявили, що споживання різноманітних горіхів, зокрема таких як мигдаль та волоський горіх, можуть знизити рівень холестеролу.

### Ґатунки горіхів у шкаралупі
За якістю горіхи поділяють на ґатунки: фундук і волоські — на вищий, 1-й і 2-й; ліщину — на 1-й і 2-й; мигдаль — на вищий і 1-й.
Горіхи вищого і 1-го ґатунків повинні бути цілими, звільненими від зовнішньої оболонки, стиглими, чистими, з рівномірним забарвленням шкаралупи. Ядра вкриті шкіркою різних відтінків від світло-коричневого до коричневого кольору, на зламі — від білого до кремового, без сторонніх запахів і присмаків.
У 2-го ґатунку допускаються горіхи різних помологічних сортів, різноманітні за формою, розмірами та кольором.

### Ґатунки очищених горіхів
Ядра фундука і волоського горіха поділяють на вищий і 1-й ґатунки, а солодкого мигдалю — на вищий, 1-й і 2-й ґатунки залежно від маси, кольору, смаку, запаху, наявності сторонніх домішок.

#### Зберігання горіхів
Зберігають горіхи при температурі 15 °C і відносній вологості повітря 70 % до 10 днів.

## Позитивні та негативні ефекти

### Лікувальні властивості
Деякі дослідження вказують на те, що у людей, які регулярно споживають горіхи, зменшується ризик захворіти на коронарну недостатність. Перше дослідження, яке вказало на цей можливий зв'язок, було проведено в 1993. З того часу численні клінічні випробування показали, що споживання деяких горіхів (як, наприклад, мигдаль та волоський горіх) може зменшувати концентрацію холестерину в крові. У горіхах було виявлено кілька речовин, які благотворно впливають на роботу серця, але основним компонентом, відповідальним за покращення профілю жирів у крові, підтвердженого клінічними випробуваннями, вважається жирна кислота Омега 3.
Горіхи, як правило, мають дуже низький глікемічний індекс, і тому їх рекомендують включати до своєї дієти людям, які страждають від інсулінорезистентності (наприклад, хворим на цукровий діабет).
Одне дослідження показало, що люди, які регулярно споживають горіхи, живуть у середньому на 2—3 роки довше за тих, хто цього не робить. Проте в цьому випадку можливе втручання додаткових факторів: наприклад, люди, які вживають у їжу більше горіхів, ймовірно, споживають меншу кількість порожніх калорій.
До складу горіхів входять незамінні жирні кислоти Альфа-ліноленова кислота та лінолева кислота. В основному, горіхи включають ненасичені жирні кислоти, в тому числі мононенасичені жирні кислоти. Серед амінокислот, що одержуються з горіхів, виділяється аргінін, який бере участь у підтримці пружності артеріальних судин (що зменшує ризик атеросклерозу).
Багато горіхів є джерелом вітамінів E і B 2. Вони багаті білками, фолатами, волокнами та мінералами, такими як магній, фосфор, кальцій, мідь та селен.
Концентрація антиоксидантів у сирих волоських горіхах удвічі перевищує їхню концентрацію в інших горіхах. Теорії про корисність антиоксидантів для здоров'я останнім часом зазнали суттєвих змін, і деякі клінічні випробування вказують на шкоду, яка завдається здоров'ю надмірним споживанням антиоксидантів.
У сучасній кухні горіхи використовуються у сирому або каленому вигляді. Гартовані горіхи та каштани можуть бути самостійною стравою, але основне застосування горіхів у кулінарії та кондитерській справі — це надання страві специфічного горіхового смаку. У грузинській кухні волоські горіхи є невід'ємною частиною більшості страв.
Мускатний горіх є одним із найважливіших джерел прянощів. Цілющі властивості мускатного горіха описував вже Авіценна у своїй книзі «Канон лікарської науки».
З огляду на високу поживну цінність горіхів були зроблені спроби виведення більш врожайних сортів горіхів з підвищеною концентрацією поживних речовин (в основному, амінокислот).
Ця ж висока поживна цінність горіхів викликає побоювання дієтологів, частина з яких вважають за необхідне виключити горіхи з дієти, спрямованої на зменшення ваги. Проте великий огляд джерел, зроблений 2008 року, завершується висновком, що горіхи слід залишати в дієті.

### Горіхи як алергени
Горіхи належать до групи алергенних рослин. 
До найбільш алергенних горіхів входять волоський горіх, арахіс, каштан і мигдаль.
Одне дослідження на основі 32 смертельних випадків, у яких було достатньо даних для встановлення алергену, показало: у групі № 1 із 21 смертельного випадку причиною стала алергія на арахіс у 14 осіб (67 %), на горіхи у 7 осіб (33 %) у групі № 2 з 11 смертельних; алергією на арахіс, 3 особи (27%) - на горіхи, 1 людина (9%) - на молоко, 1 людина (9%) - на рибу.

## У культурі
Ядро волоських горіхів нагадує мозок, що у Вавилоні породило заборону на їх вживання (згідно з Геродотом, жерці вважали, що людина, що з'їла такі горіхи, може різко порозумнішати), Платон у «Діалогах про Атлантиду» говорив, що горіхи мислять, ховаючись і переповзаючи від збирачів, а Свен Гедін, шведський мандрівник, вважав, що зірвані недозрілі горіхи пищать і плачуть.
Образне вираження «міцний горішок» виникло у зв'язку з труднощами розколювання деяких горіхів і складністю видобування з них їстівної частини.

### В українській культурі
В Україні широкої популярності набула пісня-романс з поезії українського письменника Івана Франка зі збірки «Зів'яле листя» та композитора Анатолія Кос-Анатольського «Ой ти, дівчино, з горіха зерня».
В поезії Богдана-Ігоря Антонича «Різдво», у якій у символічній формі розказано про волхвів, що принесли дарунки новонародженому Христу, говориться про Марію, яка тримає на долонях свого сина-«золотого горіха».
У літературі
«Лускунчик і Мишачий король» — казка Гофмана, одним з головних героїв якої є лялька для розколювання горіхів — Лускунчик. У казці описується горіх особливої твердості — кракатук. П. І. Чайковським на лібрето Маріуса Петипа за мотивами казки був написаний балет «Лускунчик».

### У геральдиці
- Герб, подарований королем Іспанії Себастьяну Елькано, який очолив експедицію Магеллана після загибелі останнього, включав в себе земну кулю, дві коричні палички, дванадцять бутонів гвоздики і три мускатних горіхи.[33]
- Гілка з горіхами пекан прикрашає герб штату Техас, який є одним з основних виробників цього продукту.[34]
- Герб Орехово-Зуєва включає в себе золоту гілку ліщини з двома горіхами — символізуючи колишнє село Орехово, нині частина міста Орехово-Зуєво.
- Герб міста Краснознаменська і Краснознаменського району Калінінградської області включає в себе як основну геральдичну фігуру горіховий трилисник з трьома золотими горіхами, що має підкреслювати удачу, яку приносять місця, вкриті ліщиною.[35]
- Герб муніципального утворення Орехово-Борисово Південне включає в себе три лісові горіхи на трьох листках.
- Водяний горіх (чилім), занесений до Червоної книги, був включений до складу герба Новохопєрського муніципального району Воронезької області.[36]
- На гербі Усть-Куломського району Республіки Комі горіх символізує родючість, життєву енергію, початок. Горіх тримає в лапах білка, що символізує достаток дарів лісу в районі.[37]

## Цікаві факти
- Найдорожчим у світі горіхом є макадамія. Колись макадамія була основним продуктом харчування для австралійських аборигенів, а тепер стала вишуканими та дуже корисними ласощами. Всього два види цих горіхів культивуються (плантації є в Австралії, Бразилії, Південній Африці, на Гаваях і на півдні США). Через складності з розведенням і видобутком делікатесу його виробляють не більше 40 тонн на рік. Вартість одного кілограма макадамії навіть на його історичній батьківщині перевищує 30 доларів[38].

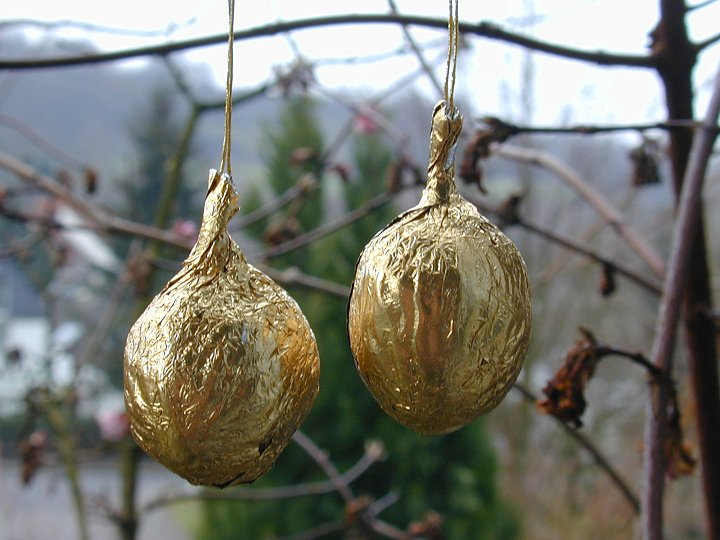
Волоські горіхи як ялинкові прикраси (загорнуті у «золоту» фольгу)

- Африканський музичний інструмент ахоко виготовляється з горіхів, прив'язаних до дерев'яної палиці.
- На східному Поліссі існувало повір'я, що блискавка без грому може випалювати ядра горіхів.
- Народна прикмета: ожеледь на деревах — защедрять горіхи й садовина.
- В Україні коровай прикрашають гілочками калини, визолоченими горіхами, золотою мішурою, прикрасами з тіста у вигляді квіток і птахів[39].
- В українців в обрядодіях зерно, насіння, колосок — це нове життя, які символізують модель творення з «одного» — «багато», тобто йде розмноження, і реалізується в такій магічній обрядодії, як «обсівання». Обрядодія обсівання та обсипання найновіше практикується у весільній обрядовості: мати молодого за традицією обсівала свого сина перемішаним вівсом, горіхами, насінням соняшника, насінням гарбуза та дрібними грішми[40].
- На Вознесіння гілками лісового горіха прикрашали дім, розкладали по підлозі в хаті й у церкві, ставали на них на коліна і молилися, притуливши вухо до гілки горіха, наче прислуховувалися до них. Вважалося, що таким чином можна почути мертвих і навіть говорити з ними. Потім ці галузки відносили на кладовище, обмітали ними могили, а також роздавали перехожим[41].